# Oleksij Dytjat'jev
Oleksij Oleksijovyč Dytjat'jev (in ucraino Олексій Олексійович Дитятьєв?; Nova Kachovka, 7 novembre 1988) è un calciatore ucraino, difensore dello Šturm Ivankiv.

## Palmarès

### Club

#### Competizioni nazionali
- Coppa di Polonia: 1

KS Cracovia: 2019-2020